# Devasamudra, Molakalmuru
Devasamudra là một làng thuộc tehsil Molakalmuru, huyện Chitradurga, bang Karnataka, Ấn Độ.